# ميغيل سيجورا
ميغيل سيجورا (بالإسبانية: Miguel Segura)‏ (2 سبتمبر 1963 في كوستاريكا - ) هو لاعب كرة قدم كوستاريكي في مركز حراسة المرمى، شارك في كأس العالم 1990. وشارك مع منتخب كوستاريكا لكرة القدم. أما مع النوادي، فقد لعب مع ديبورتيفو سابريسا وA.D. Sagrada Familia ‏ ونادي رامونينسي وA.D. Turrialba ‏ وC.D. Dragón ‏ وليمنيو ديبورتيفو ‏ والرابطة الرياضية في ليمون وDeportivo Carchá ‏ وBelén F.C. ‏.

## وصلات خارجية
- ميغيل سيجورا على موقع الاتحاد الدولي (مؤرشف)  (الإنجليزية)
- ميغيل سيجورا على موقع قاعدة بيانات كرة القدم.إي يو (الإنجليزية)
- ميغيل سيجورا على موقع عالم كرة القدم.نت (الإنجليزية)